# A Previsa
A Previsa en galicien, ou Previsa en espagnol, est une localité de la parroquia de Santiago de Ligonde dans le municipio de Monterroso, comarque de Ulloa, province de Lugo, communauté autonome de Galice, au nord-ouest de l'Espagne.
Cette localité est traversée par le Camino francés du Pèlerinage de Saint-Jacques-de-Compostelle.

## Patrimoine et culture

### Pèlerinage de Compostelle
Par le Camino francés du Pèlerinage de Saint-Jacques-de-Compostelle, le chemin vient de la localité de Ventas de Narón (ou Vendas de Narón), dans le municipio de Monterroso, via la Serra de Ligonde (722 m).
La prochaine halte est la localité de Os Lameiros, dans le même municipio de Monterroso.

## Sources et références
- (fr) Grégoire, J.-Y. & Laborde-Balen, L. , « Le Chemin de Saint-Jacques en Espagne - De Saint-Jean-Pied-de-Port à Compostelle - Guide pratique du pèlerin », Rando Éditions, mars 2006,  (ISBN 2-84182-224-9)
- (fr) « Camino de Santiago St-Jean-Pied-de-Port - Santiago de Compostela », Michelin et Cie, Manufacture Française des Pneumatiques Michelin, Paris, 2009,  (ISBN 978-2-06-714805-5)
- (fr) « Le Chemin de Saint-Jacques Carte Routière », Junta de Castilla y León, Editorial